# Неандерталец
Неандерта́лец, человек неандертальский (лат. Homo neanderthalensis или Homo sapiens neanderthalensis, в советской литературе также носил название палеоантро́п) — вымерший или, по другой гипотезе, ассимилированный представитель рода людей. Некоторые учёные считают неандертальца подвидом Homo sapiens, тогда как другие относят к отдельному виду рода Homo, поэтому до сих пор сохраняются оба латинских названия. Возраст останков наиболее ранних неандертальцев (пра-неандертальцев) — около 500 тыс. лет; окончательно сформировались как вид около 130—150 тыс. лет назад; последние неандертальцы жили около 40 тысяч лет назад, сосуществовали в Европе с Homo sapiens в течение нескольких тысяч лет. Неандертальцы населяли Европу и Среднюю Азию. Название «неандерталец» происходит от долины Неандерталь в Германии, где был найден череп одного из представителей.
На сегодняшний день доказано, что неандертальцы не являются прямыми предками современных людей. Их последний общий предок ещё точно не установлен, его относят либо к человеку-предшественнику, либо к гейдельбергским людям Африки. Древнейшие останки гейдельбергских людей, мигрировавших в Европу, имеют возраст 0,8 млн лет, следовательно, около миллиона лет линии неандертальцев и сапиенсов развивались независимо. В более поздний период (135—35 тысяч лет назад), возможно, происходила метисация неандертальцев и сапиенсов, появившихся в Европе позже. У современных представителей европеоидной и монголоидной рас около 2 % генов — неандертальские, у негроидов — 0,3 %.
Неандертальцы были ниже и шире в плечах, чем современные люди, при этом обладали бо́льшим объёмом мозга и, возможно, владели речью. Средняя продолжительность жизни составляла 20 лет. Неандертальцы изготавливали орудия труда, такие как деревянные копья, обожжённые на конце или с каменными наконечниками, скребки, рубила. Они активно использовали огонь. Питались в основном мясом, хотя употребляли в пищу и растения, кроме того, археологические исследования выявили два случая применения лекарственных растений. У неандертальцев известны случаи заботы о нетрудоспособных членах своей группы, имеются подобия захоронений, но достоверных подтверждений каких-либо погребальных культов, ритуалов, обозначения могил у неандертальцев не обнаружено.
Изначально немногочисленные неандертальцы могли смешиваться с представителями более многочисленных популяций: с денисовцами, возможно, с кроманьонцами, как интерпретируют результаты генетических исследований их авторы. Но некоторые генетики предполагают, что наличие у современных людей генов неандертальцев и денисовцев могло появиться не в результате их гибридизации, а от полиморфизма генов их общего предка, с которым эволюционные ветви современных людей, неандертальцев и денисовцев разошлись ранее 700—765 тысяч лет назад.
О причинах исчезновения неандертальцев выдвинуто множество гипотез.

## Происхождение названия
Название происходит от черепа, найденного в 1856 году в ущелье Неандерталь возле Дюссельдорфа и Эркрата (Западная Германия). Ущелье получило название в честь Иоахима Неандера, немецкого теолога и композитора XVII века. Спустя два года (в 1858 году) Герман Шаафгаузен ввёл в научный обиход термин «неандерталец».

## История обнаружения и изучения

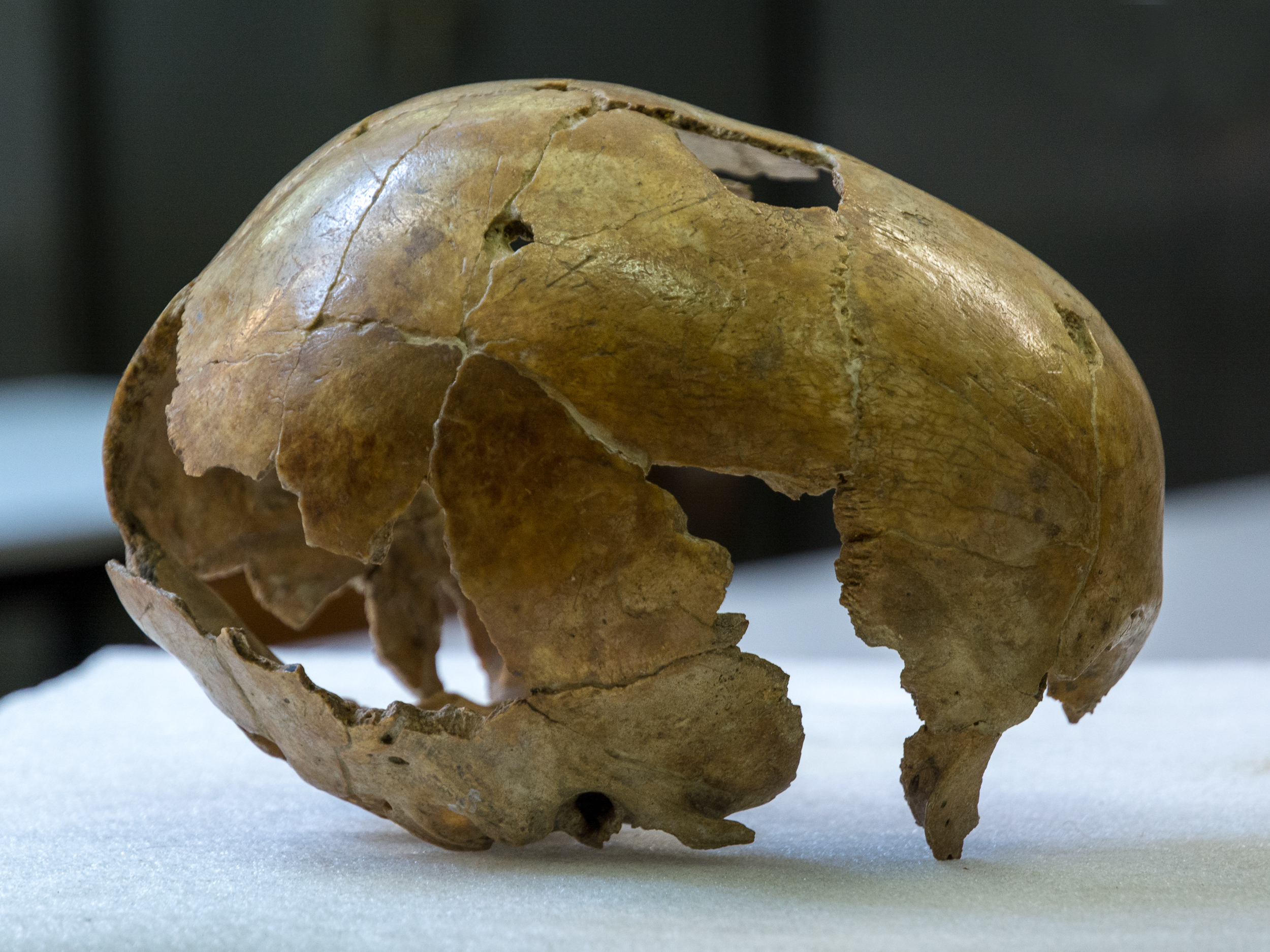
Череп неандертальца Engis 2

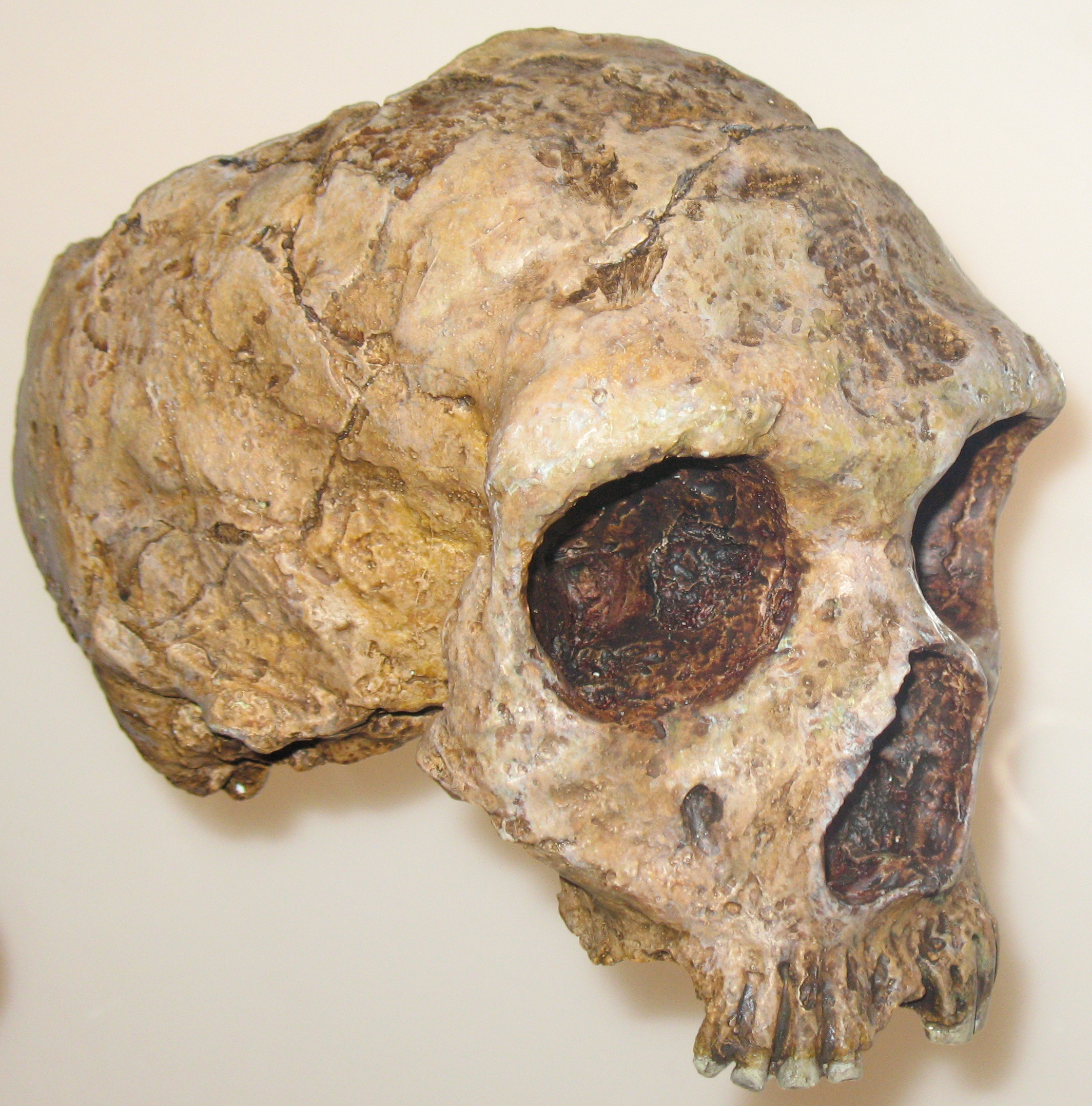
Череп неандертальца Gibraltar 1

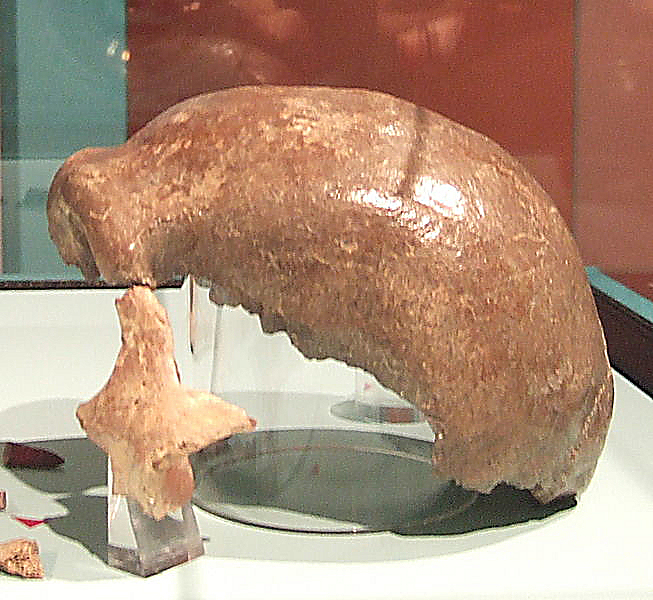
Череп неандертальца Neanderthal 1

Первый череп неандертальца Engis 2 был найден в Анжи́ в гроте Энгис (Бельгия) в 1829 году. Вторая находка неандертальца Gibraltar 1 1848 года связана с английской военной базой в Гибралтаре. Но отнесены к неандертальцами эти первые находки были позднее, после открытия типового экземпляра в 1856 году.
Находка черепа Neanderthal 1, давшего название новому виду ископаемых людей, является уже третьей по хронологии выявления. Череп был обнаружен в 1856 году в Рейнской провинции недалеко от Дюссельдорфа в долине Неандер в небольшом Фельдгоферском гроте, напротив более значительной Неандерской пещеры. Вход в этот грот был скрыт выступом скалы и слоями глины делювиального происхождения, покрывающей здесь всюду известняки. Так как поблизости находились каменоломни, то рабочие дошли до закрывающей грот скалы, взломали её и открыли пещеру, заполненную наносным илом. По удалении этого наноса открылся грот. Недалеко от входа, в глине, рабочие нашли несколько человеческих костей и неполный череп, которые доктор Иоганн Фульрот приобрёл в собственность. Других костей или каких-нибудь изделий в пещерном иле найдено не было, тем не менее, нахождение их в древнем наносе, в котором (в других пещерах той же долины, например, в отстоящей всего на 30 шагов так называемой Чёртовой комнате — нем. Teufelskammer) были найдены останки несомненно «допотопных» животных, а также вид костей, степень их сохранности, особенности черепа и т. д. побудили признать в них останки человека глубокой древности, имеющие большое значение для суждения о типе древнейшего европейского населения.
Рудольф Вирхов признал в этом черепе и в костях конечностей следы патологических изменений, вызванных рахитом, и высказал мнение, что это не расовый, а индивидуальный тип. Кроме того, он указал на некоторые черепа новейшего времени, выказывающие подобное развитие надбровных дуг и почти столь же покатый назад лоб. С опубликованием эволюционной теории Чарлза Дарвина в 1859 году антропологи стали рассматривать неандертальцев как «промежуточное звено превращения обезьяны в человека». Современные представления о неандертальских людях отличаются от представлений XIX века. В 1863 году на собрании Британской ассоциации развития науки англо-ирландский биолог Уильям Кинг сделал доклад, на котором признал человека из пещеры Фельдгофер отдельным видом и предложил дать ему название Homo neanderthalensis. И хотя Кинг в том же году изменил своё мнение, однако его видовое обозначение имеет приоритет перед термином Homo stupidus (Человек глупый), предложенным Эрнстом Геккелем в 1866 году. Представление о неандертальце как об особом виде было подкреплено новыми находками: в 1866 году бельгийский археолог Э. Дюпон нашёл в пещере Ла-Нолет (Бельгия) фрагмент нижней челюсти неандертальца вместе с останками животных ледниковой эпохи, в 1880 году фрагмент нижней челюсти неандертальского ребёнка вместе со среднепалеолитическими орудиями был найден Карелом Машкой в пещере Шипка (Чехия).
В 1886 году в пещере Спи (Бельгия) М. де Пюри и М. Лоэ находят два хорошо сохранившихся скелета неандертальцев (мужской и женский) вместе с орудиями. Эта находка поставила точку в споре о том, являются ли неандертальцы отдельным видом людей: ответ был очевидно положительный. В то же время, авторы находки, исходя очевидно из априорного представления о неандертальцах как о переходном звене — полуобезьянах, неверно интерпретировали скелеты, предположив, что неандерталец передвигался на согнутых ногах. Таким образом был заложен научный миф, оказавшийся довольно устойчивым. Первые дарвинисты вообще сразу ухватились за останки неандертальца как за искомое «недостающее звено» между обезьяной и человеком; по словам Б. Ф. Поршнева, они «прикладывая схему Геккеля, проводили мысленную прямую линию между человеком и антропоморфной обезьяной через неандертальца; хотели видеть в нём биссектрису, делящую угол между человеком и обезьяной. Неандерталец не очень-то укладывался на эту середину и его подчас несколько стилизовали, подталкивали к обезьяне, благо не доставало и лицевых костей, и других костей скелета».
В 1899 году в Крапинской пещере в западной части Крапины (Хорватия) Драгутин Горьянович-Крамбергер начал раскопки, приведшие к обнаружению большого количества останков неандертальцев (около 800 костей и фрагментов, от 25 до 60 скелетов). В 1908 году священники братья А. и Ж. Буиссони нашли «классический» полный скелет неандертальца в пещере Ла-Шапель-о-Сен (Франция). К тому времени (в 1904—1905 годах) уже вышли работы Густава Швальбе, который счёл неандертальца прямым предком человека, проведя линию питекантроп — неандерталец — современный человек (господствовавшую потом в науке на протяжении десятилетий), однако рассмотрев и альтернативную гипотезу, что неандерталец является параллельной ветвью развития человека.
Получены антропологические и генетические подтверждения смешения между неандертальцами и современными людьми. К антропологическим свидетельствам скрещивания между человеком разумным и неандертальцами относятся останки древних людей, демонстрирующие анатомические признаки двух видов. В Рипаро ди Меззена (Верона, Италия) найдены, предположительно, останки гибрида неандертальца и Homo sapiens, жившего около 35 тыс. лет назад. В Староселье (Крым) было обнаружено погребение ребёнка вида Homo sapiens с отдельными неандерталоидными признаками. Кроме того, отмечено изменение строения зубных каналов у кроманьонцев на типичный для неандертальцев тип.
В 2009 году профессор Сванте Паабо из Института эволюционной антропологии Макса Планка в Лейпциге сообщил на ежегодном собрании Американской ассоциации содействия развитию науки об успешном прочтении ядерного генома неандертальца путём секвенирования ДНК из трёх образцов из пещеры Виндия. Типичные для неандертальцев аллели генов были найдены в геномах ряда представителей популяций современных людей. «Те из нас, кто живёт за пределами Африки, несут некоторое количество ДНК неандертальца», — заявил профессор Паабо. «Генетический материал, унаследованный от неандертальцев, составляет от 1 до 4 % (оценка на 2009 год). Это немного, но достаточно, чтобы утверждать о достоверном наследовании существенной части признаков у всех из нас, кроме африканцев» — сообщил доктор Дэвид Райх из Гарварда, также участвовавший в работе. В исследовании геном неандертальца сравнивали с геномами пятерых наших современников из Китая, Франции, Африки и Папуа — Новой Гвинеи. Скрещивание могло произойти вскоре после миграции предков современного человека из Африки, то есть на территории Ближнего Востока, поскольку у трёх человек из разных регионов мира, за исключением Африки, пропорция генов неандертальца примерно одинакова.
1—2,6 % генома современных неафриканцев — это гены неандертальцев, при этом европейцы несут немного меньше неандертальских генов, чем азиаты. В ДНК африканцев (йоруба, пигмеи-мбути) обнаружено 0,3—0,7 % неандертальских генов. Исследование полного генома с высоким охватом неандертальца Altai (Denisova 5) из Денисовой пещеры и современных жителей Африки выявило, что генетический материал неандертальца Altai содержит в себе небольшое число африканских мутаций — примерно 5 % генов, которых нет у европейских неандертальцев. Это говорит о том, что алтайские неандертальцы могли скрещиваться с анатомически современными людьми свыше 100 тысяч лет назад.
В 2016 году была закончена научная работа по сравнительному анализу геномов 35 меланезийцев вместе с геномами 1937 человек из базы данных проекта «1000 геномов». По результатам был сделан вывод, что, помимо гипотетического скрещивания неандертальцев с африканцами (возможно, гены неандертальцев попали африканцам уже при обратной миграции древних европейцев в Африку, неандертальцы, возможно, смешивались с человеком разумным ещё три раза: сначала с предками всех неафриканцев 100 000 лет назад, затем — с предками европейцев и азиатов после отделения меланезийцев, и последний раз — с предками восточных азиатов.

## Особенности анатомии и физиологии

«Классический» неандерталец из грота Ля Шапель-о-Сен в реконструкции М. М. Герасимова (Государственный исторический музей, Москва)

Неандертальцы обладали невысоким ростом (160—163 см у мужчин), массивным телосложением и большой головой вытянутой в длину формы. По объёму черепной коробки (1400—1740 см³) они даже превосходили современных людей, но уступали жившим одновременно с ними кроманьонцам. Одна из наиболее характерных особенностей анатомии неандертальцев, отличающая их от анатомически современных людей, — мощные надбровные дуги, сливающиеся над переносицей в сплошной надглазничный валик. Такой сплошной надглазничный валик встречается у более ранних гоминид, но отсутствует у Homo sapiens. Характерен выступающий широкий нос и отсутствие подбородочного выступа (скошенный подбородок). Шея короткая и как будто под тяжестью головы наклонена вперёд, руки и ноги короткие, в пропорциях к туловищу. Кости рук и ног толще, чем у современных людей, бедренная и лучевая кости слегка изогнуты, фаланги пальцев на руках и ногах шире, но по строению кистей рук и ступней они мало отличаются от людей современного типа. Изучение энтезов (энтезисов — мест, где сухожилие крепится к кости) неандертальцев показало, что неандертальцы были способны на тонкие движения пальцами. Неандертальцы могли сильнее, чем Homo sapiens, вытягивать и отклонять в сторону большой палец, что позволяло им крепко держать в руках орудия труда с длинными рукоятками — копья, молотки. Большой палец у неандертальцев значительно хуже сгибался внутрь и двигался в стороны, что мешало манипулировать мелкими предметами, зажимая их между пальцами. Мышцы и плечевые кости неандертальцев были адаптированы для сильных ударов копьём. Бочкообразная грудная клетка позволяла неандертальцам глубже дышать, легче переносить физические нагрузки и выдерживать сильные удары.
Анализ костного строения показывает, что дети неандертальцев выглядели как маленькие взрослые и, вероятно, их половая зрелость наступала уже к 8—10 годам. Средняя продолжительность жизни неандертальцев была невелика и составляла в среднем 22,9 года. По данным французского антрополога А. Валуа и советского антрополога В. П. Алексеева, из 39 неандертальцев, черепа которых дошли до нас и были изучены, 38,5 % умерли в возрасте до 11 лет, 10,3 % — в возрасте 12—20 лет, 15,4 % — в возрасте 21—30 лет, 25,6 % — в возрасте 31—40 лет, 7,7 % — в возрасте 41—50 лет и только один человек — 2,5 % — умер в возрасте 51—60 лет.
Идентичность гена, связанного с речью (FOXP2), у современного человека и у неандертальцев из испанской пещеры Эль-Сидрон, а также строение голосового аппарата и мозга неандертальцев позволяют сделать вывод о том, что они могли обладать речью. Подъязычная кость неандертальца из пещеры Кебара по своему строению ничем не отличалась от аналогичной кости анатомически современного человека. По мнению академика В. В. Ива́нова, у неандертальцев «мог быть язык из согласных с малым количеством гласных, что встречается и в человеческих языках». Согласно опубликованному в 1971 году исследованию анатомии голосового аппарата неандертальцев, они могли произносить только очень ограниченный набор гласных (/e/, /æ/, редуцированные /i/ и /u/, шва) и некоторые губные и губно-зубные (но не носовые) согласные (/d/, /b/, /s/, /z/, /v/, /f/), что, по мнению авторов работы, недостаточно для того, чтобы считать гипотетическую речь неандертальцев членораздельной по сравнению с языками современных людей. В более поздних исследованиях встречается мнение, что речевые способности неандертальцев могли находиться на уровне современных людей.

Неандертальский подросток из пещеры Тешик-Таш (Узбекистан) (Герасимов М. М. Биологический музей имени К. А. Тимирязева)

Мышечная масса неандертальца была на 30—40 % больше, чем у кроманьонца, скелет тяжелее. Также неандертальцы лучше приспособились к субарктическому климату, поскольку большая носовая полость лучше согревала холодный воздух, тем самым снижая риск простуды.
Карен Штейдель-Намберс (англ. Karen Steudel-Numbers) из Висконсинского университета в Мадисоне определила, что вследствие плотного телосложения и укороченной берцовой кости, сокращающей шаг, энергетические затраты на передвижение у неандертальцев были на 32 % выше, чем у современного человека. При помощи модели Эндрю Фрейля (англ. Andrew W. Froehle) из Калифорнийского университета в Сан-Диего и Стивена Черчилля (англ. Steven E. Churchill) из Университета Дьюка уточнено, что ежедневная потребность в пище неандертальца по сравнению с кроманьонцем, обитавшим в тех же климатических условиях, была больше на 100—350 килокалорий. Несмотря на то, что неандертальцы постоянно ели мясо, о чём свидетельствуют данные специальных химических исследований костной ткани, изучение их фекалий показало, что в диету входили также ягоды, орехи и клубни.
По мнению антропологов, зубы из итальянских местонахождений Фонтана Рануччио и Визольяно возрастом 450 тыс. лет назад (MIS 12) имеют неандертальские особенности в своём строении.
Судя по строению органов слуха у неандертальцев Amud-1, Krapina 38.1, Krapina 39.3, La Chapelle-aux-Saints и La Quina H5, они по чуткости слуха и ширине спектра воспринимаемых частот не уступали современным людям и превосходили гейдельбергского человека из Сима-де-лос-Уэсос. Из 23 неандертальских черепов возрастом от 100 000 до 40 000 лет, изученных палеоантропологами, на височной кости в районе начала слухового прохода были обнаружены экзостозы («ухо ныряльщика») у 13 черепов, то есть в 56 % случаев (47,8 %, если исключить два спорных случая Amud 1 из пещеры Амуд и La Quina 27 со стоянки Ла-Кина, тогда как у гоминид из группы Схул-Кафзех (Middle Paleolithic Modern Humans) экзостоз наружного слухового прохода встречается в 25 % случаев, у Homo sapiens раннего/среднего верхнего палеолита — в 20,8 % случаев, у Homo sapiens, живших в позднем верхнем палеолите, — в 9,5 % случаев.

## Характерные черты и классификация
| Череп современного человека | Череп неандертальца |

Неандерталоидность черепа:

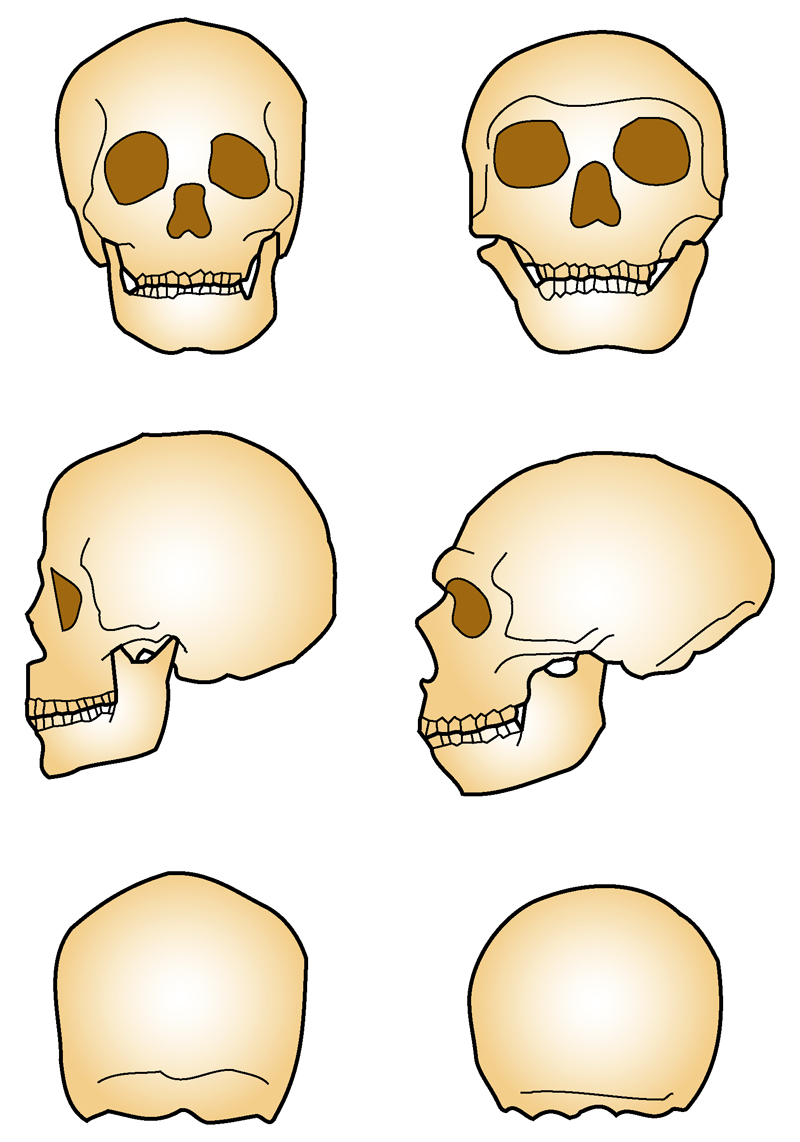

- по краниологическим показателям преимущественно долихоцефалия, то есть голова в мозговой части относительно узка и вытянута в длину, и среднелицевой прогнатизм[67];
- массивный и утолщённый скелет лицевой и мозговой частей;
- при взгляде сбоку обводы черепа укладываются в окружность с центром в районе уха;
- низкий и как бы убегающий назад лоб без характерных «шишек»;
- мозговая часть невысокая, но зато вытянута назад и вмещает крупный головной мозг;
- очень развитые надбровные дуги (сплошной надглазничный валик);
- широкие скулы;
- лицевая часть массивна, вытянута вперёд (кроме подбородка) и спереди немного заужена, при виде сверху имеет клиновидную форму;
- при взгляде спереди, лоб низкий и покатый, нос и средняя часть выступают вперёд[67];
- объёмистая носовая полость и крупная, выдающаяся вперёд переносица, нос может быть с горбинкой;
- длинный скуловой отросток височной кости пропускает под собой мощные жевательные мышцы;
- большая ротовая полость в сочетании с сильными челюстями позволяет откусывать и пережёвывать крупные куски пищи;
- очень крупные челюсти и зубы;
- подбородок почти отсутствует[68].

Разумеется, эти черты могут встречаться и у современного человека, но обычно по отдельности или реже в том или ином сочетании, причём чаще обращают внимание на сплошной надглазничный валик, отсутствующий у современного человека.
Если же мы сравним череп классического неандертальца и череп нашего современника, имеющий подобные черты (мощные кости, толстые надбровные дуги, глубоко сидящие глазницы, низкий скошенный лоб, мощные челюсти почти без подбородка, покатая и вытянутая назад долихоцефальная форма мозговой части, см. рис. ниже), то можем заметить у неандертальцев ряд наиболее исключительных отличий:
- в целом на черепе меньше мелкорельефных деталей и формы его, несмотря на грубые черты, более округлы;
- плоское и округлое темя;
- при взгляде с затылка череп округлый (у современного человека — пятиугольный);
- надбровные дуги неандертальца более монолитные и выпуклые, образуют сплошной волнообразный валик, и вместе с другими обводами глазниц напоминают толстую оправу очков;
- круглые глазные орбиты;
- сглаженные щёчные кости, монолитом соединяющие верхние скулы с верхней челюстью;
- нижняя челюсть не имеет угловатых форм, по бокам снизу у неё нет отростков, при взгляде сбоку вместе с верхней челюстью напоминает круглые кусачки;
- основание черепа имеет очень небольшой изгиб;
- затылок сильно вытянут и заострён наподобие шиньона или горбушки белого хлеба. Снизу на нём развитые выступы, к которым крепились мышцы мощной и короткой шеи.

Среди европейских неандертальцев часто выделяются два варианта — собственно классический, северный, а также вариант «грацильных средиземноморских микродонтных неандертальцев типа „Ортю“». Последние были распространены по средиземноморскому побережью Западной Европы и отличались относительно небольшими размерами зубов.

Череп неандертальца справа
Надбровья и глазницы современного человека (слева) как правило угловатые и «домиком»
Черепа неандертальского человека и современного долихоцефала

## Реконструкции внешнего вида

Реконструкции неандертальца из грота Ла-Шапель-о-Сен
Реконструкция захоронения (Дарвиновский музей)
Череп, восстановленный в профиль
Череп анфас
Череп в первоначальном виде

Реконструкция М. М. Герасимова (Биологический музей им. Тимирязева)
Реконструкция Франтишека Купки под руководством Марселлена Буля

Реконструкции из других захоронений
Неандерталец из грота Ла-Ферраси (Франция) в профиль (Герасимов М. М.)
Неандерталец из грота Ла-Ферраси анфас
Неандертальская женщина из Гибралтара (Герасимов М. М.)
Голова неандертальского подростка из пещеры Тешик-Таш
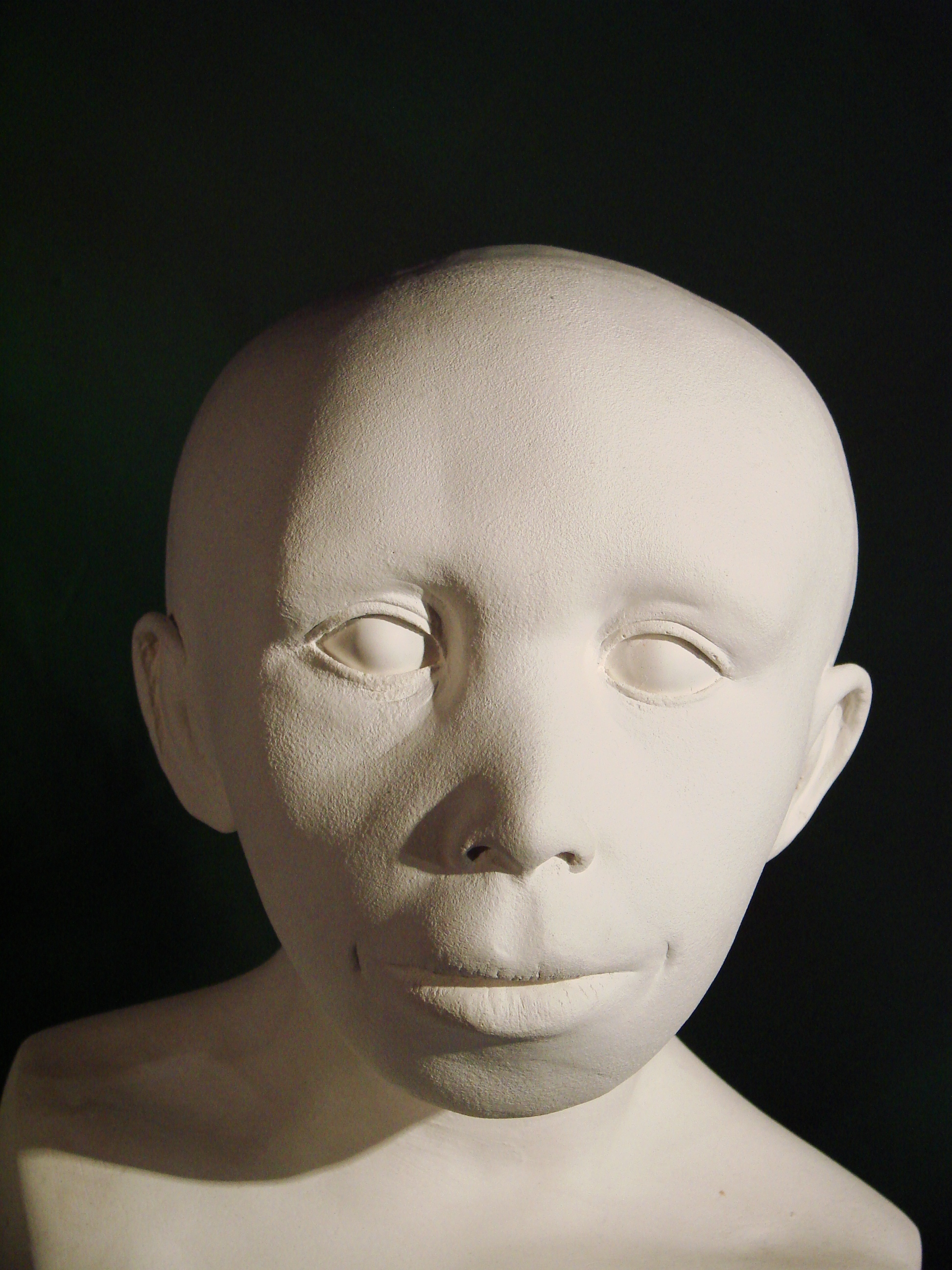
Скульптура ребёнка-неандертальца в музее антропологии при Цюрихском университете
Неандерталец из пещеры Мустье[фр.] (Мустьерская культура), анатом Сольгер, 1910 год[70]
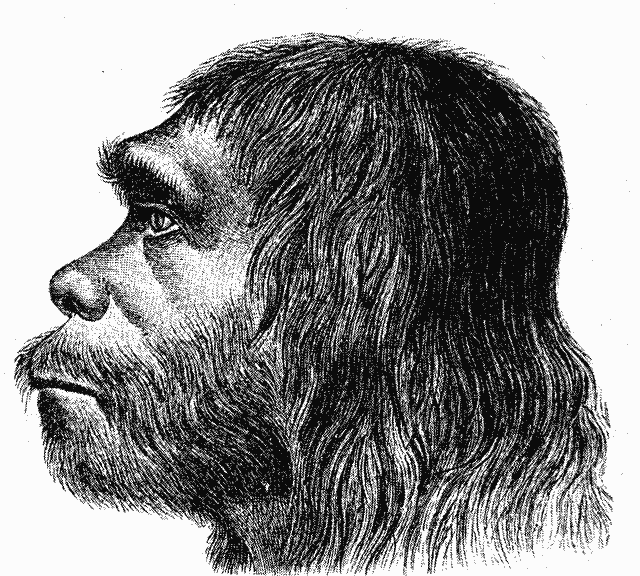
Одна из первых реконструкций (череп из грота Фельдгофер, художник Филиппарт по описанию Г. Шафгаузена, 1888 год)
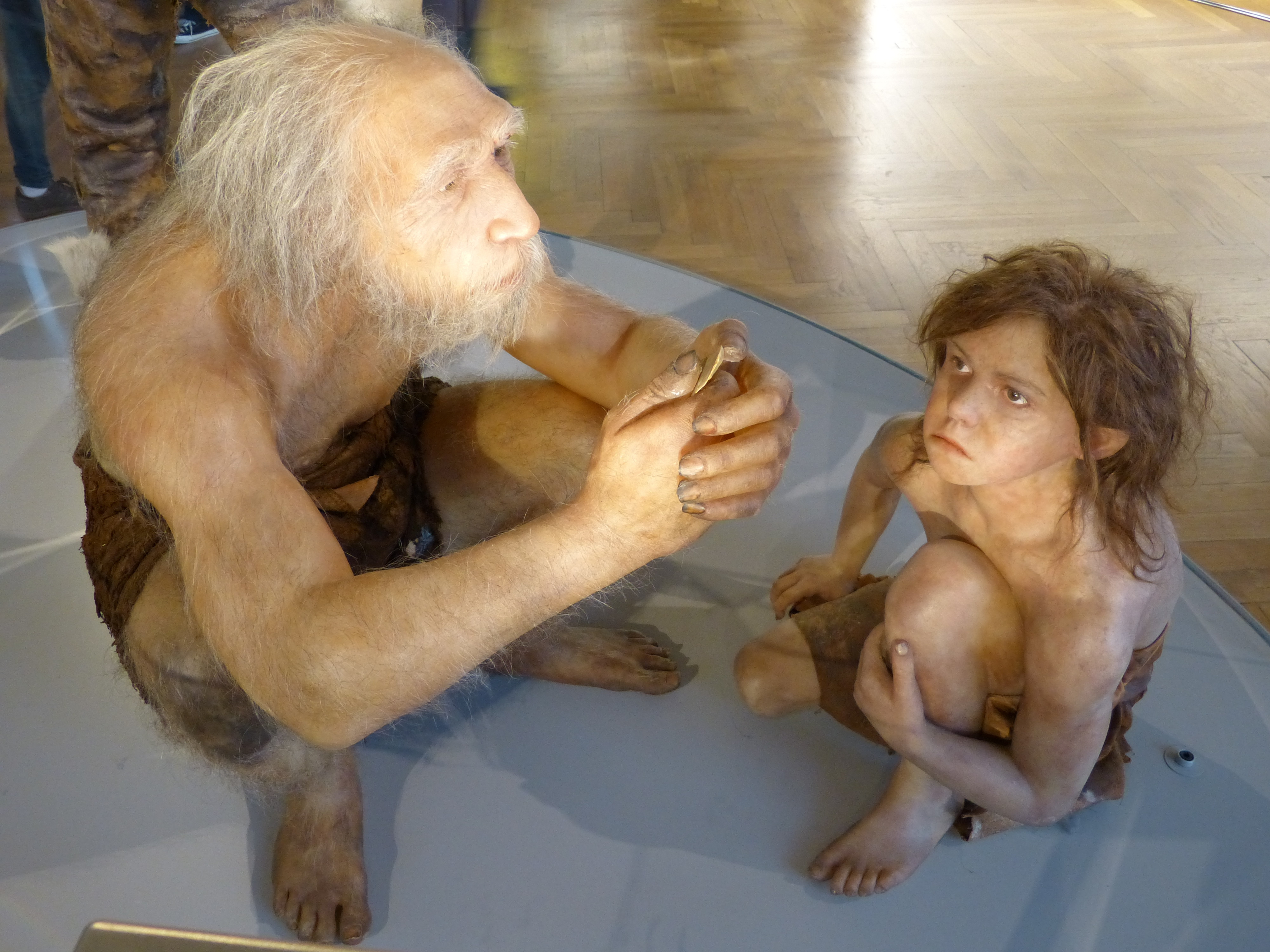
Реконструкция неандертальцев из Ля-Шапель-о-Сен и Гибралтар, экспозиция венского музея естественной истории
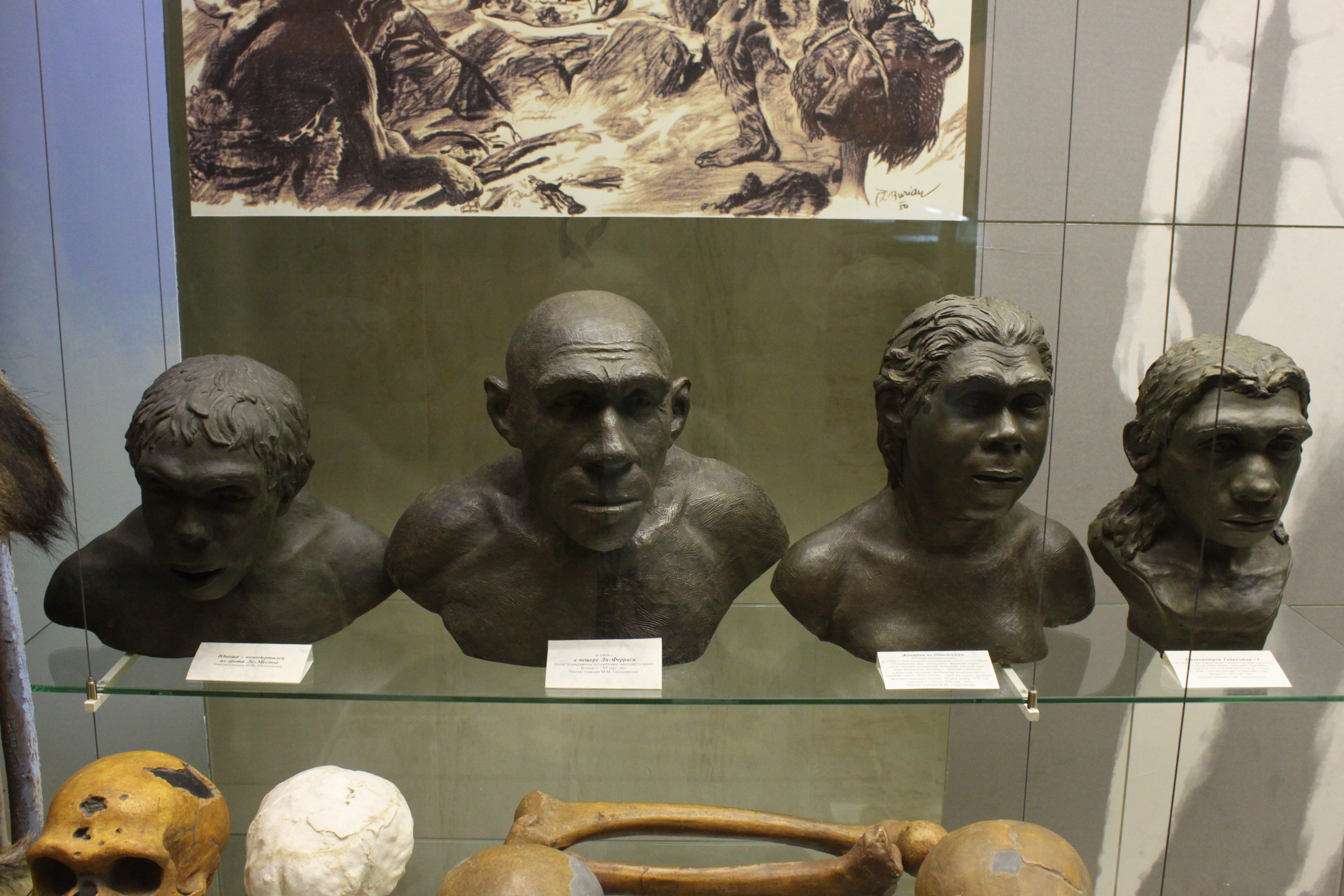
Реконструкции находок неандертальцев и гейдельбергцев из различных мест, слева направо: Ле-Мустье, Ла-Ферраси, Штейнгейм, Гибралтар; экспозиция Дарвиновского музея (Москва)
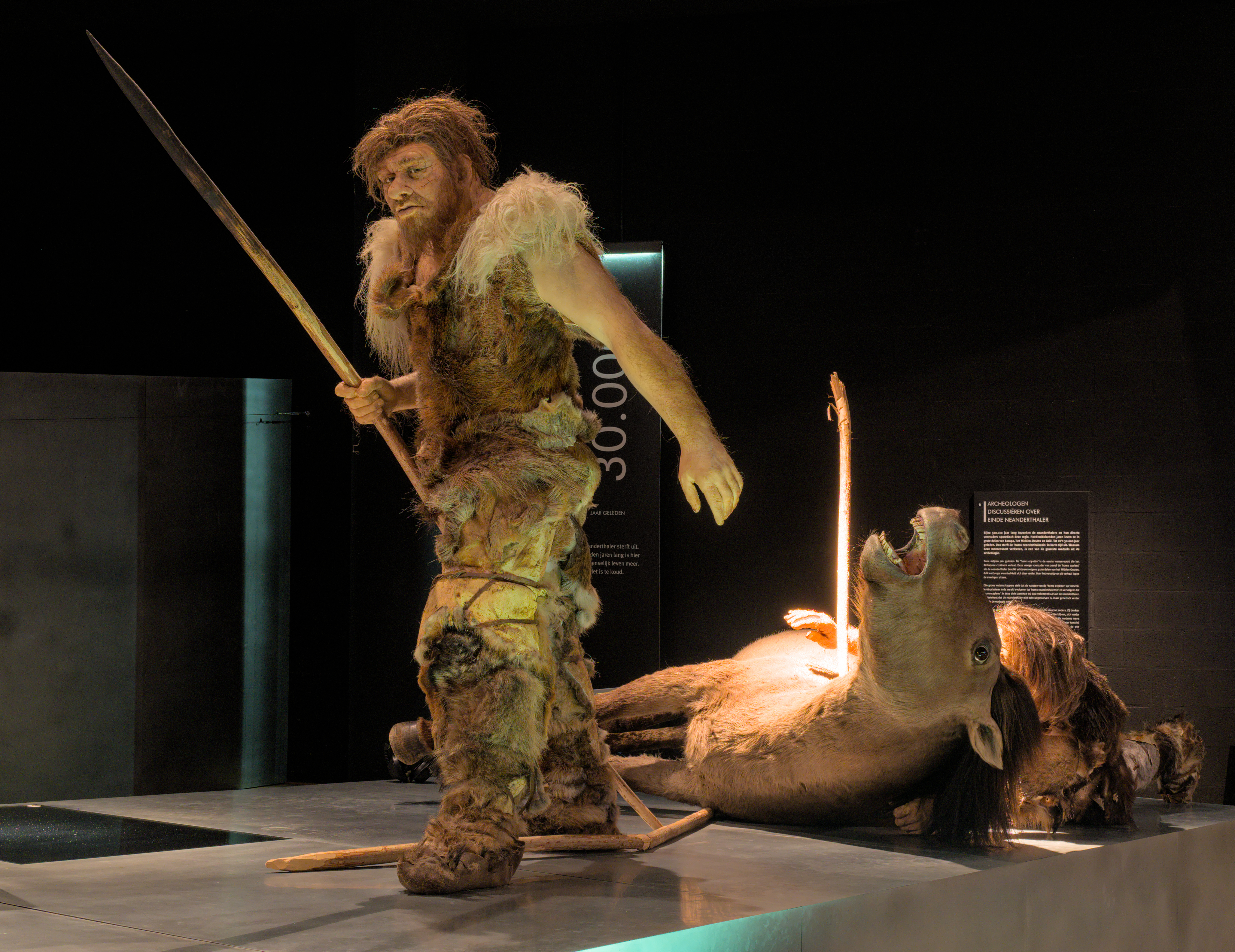
Скульптура-реконструкция неандертальца, Галло-романский музей[англ.] в Тонгерене (Бельгия)

## Генетика
В 2009 году исследователи расшифровали бо́льшую часть ископаемой ДНК неандертальца из кости бедра скелета неандертальца из пещеры Виндия в Хорватии, а также из других костей, найденных в Испании (Эль-Сидрон), России (Мезмайская пещера) и Германии (Neanderthal 1 и Feldhofer 2 из грота Фельдхофер). До исследований в испанской Атапуэрке, древнейшим неандертальцем, из которого удавалось извлечь генетическую информацию, был человек из итальянской Альтамуры, живший 130,1—172 тысячи лет назад. Анализ митохондриальной ДНК показал, что дивергенция западного (германского) и восточного (кавказского) неандертальцев произошла 151 000—352 000 лет назад. Неандертальцы вымерли, не передав свой тип мтДНК современным людям (по исследованиям 2009 года).
В 2010 году в журнале Science появилась статья с результатами расшифровки неандертальского генома с покрытием 1,3×. В декабре 2013 года была опубликована статья о первом геноме неандертальца с высоким охватом. Генетический материал из проксимальной фаланги четвёртого или пятого пальца стопы взрослой неандертальской женщины Denisova 5 («Altai Neandertal») из Денисовой пещеры из слоя 11.4 возрастом 50 тысяч лет назад был прочитан с охватом 50×.
В геномах последних европейских неандертальцев из пещер Виндия, Мезмайская, Гойе и Ле-Котте, живших около 45—39 тысяч лет, уже после прибытия сапиенсов в Европу, не найдено примеси генов кроманьонцев. Сравнение геномов поздних неандертальцев с геномом более древнего неандертальца с Кавказа, показало, что к концу истории неандертальцев, вероятно, произошёл оборот неандертальского населения либо на Кавказе, либо по всей Европе. Основная часть потока неандертальских генов в ранних современных людях происходила из одной или нескольких исходных популяций, которые разошлись с последними неандертальцами не менее 90 тысяч лет (до отделения линии Mezmaiskaya 1), но после того, как они откололись от неандертальца из Сибири (Altai Neandertal) примерно 150 тысяч лет назад.
Геном неандертальца по размеру близок к геному современного человека. Учёным удалось восстановить 63 % неандертальского генома (2 миллиарда пар нуклеотидов, если исключить повторяющиеся фрагменты), а оставшиеся 37 % его длины (1,2 миллиарда пар нуклеотидов) ещё не выявлены. Предварительные результаты показывают, что ДНК современного человека и неандертальца идентичны приблизительно на 99,5 %.
Секвенирование Y-хромосомы неандертальца из пещеры Эль-Сидрон показало, что в Y-хромосоме современного человека нет неандертальских фрагментов ДНК, в отличие от остальной части генома. Предположительно, это связано с тремя мутациями в генах, отвечающих за иммунную систему в неандертальской Y-хромосоме, которые могли вызывать отторжение плода мужского пола у женщины другого вида. Исследование Y-хромосом трёх неандертальцев (El Sidrón 1253, 46—53 тысячи лет назад; Spy 94a, 38—39 тысяч лет назад; Mezmaiskaya 2, 43—45 тысяч лет назад) и двух денисовцев (Denisova 4, 55—84 тысячи лет назад; Denisova 8, 106—136 тысяч лет назад) показало, что Y-хромосомная линия поздних неандертальцев отделилась от Y-хромосомной линии современного человека около 370 тысяч лет назад, а Y-хромосомная линия денисовцев отделилась от Y-хромосомной линии, общей для неандертальцев и современного человека около 700 тысяч лет назад.
Генетики, проанализировавшие общие мутации для народов Африки с одной стороны, и для неандертальцев и денисовцев с другой, пришли к выводу, что популяция предков неандертальцев и денисовцев, покинувших Африку, была крайне небольшой. После исхода их общих предков из Африки примерно 744 тысячи лет назад, всего через 300 поколений линии неандертальцев и денисовцев разделились, и после этого они крайне редко контактировали друг с другом — число мутаций, характерных только для неандертальцев и денисовцев, было очень небольшим и не превышало 20 % от их общего числа.
Учёные из Института эволюционной антропологии общества Макса Планка в Лейпциге (Германия) обнаружили у неандертальца ген, препятствующий усвоению молока (лактозы) в зрелом возрасте. Также в ходе исследований выяснилось, что неандертальцам были знакомы многие наследственные заболевания современных людей — аутизм, нарколепсия, болезнь Альцгеймера, синдром Дауна, шизофрения. Рецептор меланокортина 1 (Mc1r), исследованный у двух неандертальцев, имеет мутацию, которая не была обнаружена у 3700 проанализированных современных людей. Неактивные варианты Mc1r развивались независимо у современных людей и у неандертальцев. Нарушения активности этого варианта предполагает, что у неандертальцев варьировались уровни пигментации, потенциально в масштабе, наблюдаемом у современных людей. Ни один из более чем 20 аллелей Mc1r, приводящих к рыжим волосам у современных людей, не присутствует ни в одном из двух геномов неандертальцев с высоким охватом из Денисовой пещеры и пещеры Виндия. Специфический для неандертальцев вариант p.Arg307Gly, постулированный для снижения активности Mc1r и появления рыжих волос, который ранее был идентифицирован у двух неандертальцев, не присутствует в двух геномах неандертальцев с высоким охватом, а значит, если этот вариант и присутствовал у неандертальцев, то он был редким.
От скрещивания с ранними африканскими Homo sapiens в период от 413 до 268 тысячи лет назад (95 % доверительный интервал 460—219 тысяч лет назад) мог появиться вклад 0,1 — 2,1 % генов Homo sapiens у неандертальской митохондриальной линии HST, выявленной у неандертальца, жившего 124 тысячи лет назад в германской пещере Холенштайн-Штадель. Ядерные геномы ранних неандертальцев из германской пещеры Холенштайн-Штадель и из бельгийской пещеры Складина (120 тысяч лет назад) более тесно связаны с геномами последних неандертальцев, которые жили в Западной Европе 45—40 тысяч лет назад, чем с геномами своих современников-неандертальцев, живших тогда в Сибири. Кроме того, особи HST и Scladina также ближе к неандертальцам, которые позже заняли Алтайский край, мигрировав из Европы в Сибирь между 120 000 и 90 000 лет назад. В дальнейшем, видимо, западноевропейская линия HST около 48 тысяч лет назад почти исчезла (предположительно, по климатическим причинам), и позднее 48 тысяч лет назад была в значительной степени (если не полностью) заменена (реколонизирована) неандертальцами алтайской (Altai) линии. Исследование мтДНК 13 неандертальцев (жителей Европы и Западной Азии, живших более 48 тысяч лет назад) показало разнообразную генетическую изменчивость, что характерно для многочисленного вида. У более поздних европейских неандертальцев, живших менее 48 тысяч лет назад, генетическая вариативность очень резко сократилась. Это событие произошло незадолго до появления людей современного типа в Европе. Неандерталка Gibraltar 1 из пещеры Форбса (Гибралтар), одна из последних неандертальцев в Европе, генетически более похожа на неандертальцев возрастом 120 тысяч лет назад из пещеры Складина в Бельгии (Scladina I-4A), Холенштайн-Штаделя в Германии и на неандертальца Mezmaiskaya 1 из пещеры Мезмайская (Россия), чем на позднего неандертальца возрастом 49 тысяч лет назад El Sidrón 1253 из пещеры Эль-Сидрон на севере Испании и других поздних неандертальцев из Европы и Западной Азии.
В 2018 году вышла статья о дочери неандерталки и денисовца, найденной в 2016 году. Ядерный геном девочки Denisova 11 из Денисовой пещеры, жившей 90 тысяч лет назад, на 38,6 % аллелей соответствует неандертальскому геному, а 42,3 % соответствует денисовскому геному. Мать девочки Denisova 11 принадлежала к популяции, родственной европейскому неандертальцу Vindija 33.19 из хорватской пещеры Виндия. При этом неандертальский предок её отца-денисовца, жившего за 300—600 поколений до него (или за 7,5—15,0 тысяч лет до него, если длительность поколения в палеолите составляла 25 лет), принадлежал к другой популяции неандертальцев «Altai Neandertal», как неандерталец Denisova 5 из Денисовой пещеры. Среди всех известных образцов ДНК неандертальцев наиболее тесно с ДНК матери гибрида Denisova 11 связана ДНК образца Chagyrskaya 8 из Чагырской пещеры, расположенной в примерно в 106 км от Денисовой пещеры.
У неандертальцев обнаружен аллель RHD*DUC2 (парциальный тип аллеля RHD*DIII type4 (RHD*03.04, определённый c.186T, c.410T и c.455C) в сочетании с двумя дополнительными снипами c.602C>G и c.733G>C) системы групп крови резус (Rh), отсутствующий у большинства современных людей, за исключением отдельных австралийских аборигенов и папуасов Новой Гвинеи. Анализ, охватывающий различные системы групп крови, выявил аллели, свидетельствующие в пользу африканского происхождения неандертальцев и денисовцев.
У некоторых неандертальцев были выявлены два изменения в белковой структуре кинетохор 1 (KNL1) от общего предка с современными африканцами около 200 тысяч лет назад из-за потока генов от предков (или родственников) современных людей к неандертальцам. Впоследствии некоторые неафриканцы унаследовали этот современный человекоподобный вариант гена от неандертальцев, но ни один из них не унаследовал варианты генов предков.

## Родство с современным человеком
Антрополог Алеш Грдличка в начале XX века выдвинул гипотезу о том, что неандертальцы являлись предками современных людей. Эта реконструкция некоторое время пользовалась признанием. Современные учёные больше не считают неандертальцев предками современных людей, в том числе по результатам генетических исследований.
В 1997 году учёным Мюнхенского университета впервые удалось восстановить последовательность митохондриальной ДНК (мтДНК) неандертальца. Сравнение этой последовательности с последовательностями мтДНК современных людей показало, что человеческие мтДНК формируют отдельную ветвь, а не группируются с неандертальской последовательностью, как это должно было быть в случае происхождения людей от неандертальцев. Дальнейшее изучение других последовательностей мтДНК неандертальцев, современных и древних людей подтвердили этот вывод.
Согласно данным генетики, прямые предки людей и общий предок современного человека и неандертальцев происходят из Африки, которая лежала вне известного ареала неандертальцев.
В 2006 году началась работа по восстановлению полного генома неандертальцев (не только мтДНК). Сравнение вариаций в геномах современных людей и неандертальцев, позволило вычислить время существования последнего общего предка двух видов и соответственно, время их расхождения. По данным изучения ядерной ДНК обитателей испанской пещеры Сима де лос Уэсос в Сьерра-де-Атапуэрка, живших 400 тысяч лет назад, денисовцы и неандертальцы разделились около 500 тысяч лет назад, а их общий предок разделился с эволюционной линией Homo sapiens ранее 700—765 тысяч лет назад. По Y-хромосоме время разделения линий неандертальцев и современного человека оценили в 588 тысяч лет назад (95 % доверительный интервал: 447—806 тысяч лет назад). Анализируя мелкие различия в структуре зубов и их эволюцию, исследователи пришли к выводу, что линии кроманьонцев и неандертальцев могли разойтись между 900—800 тысяч лет назад.
Неандертальцы и человек разумный в некоторых регионах сосуществовали несколько тысяч лет. Вопрос о характере взаимоотношений между ними в ходе неизбежных контактов остаётся плохо изученным. Некоторые антропологи, например, профессор Бордоского университета Жан-Жак Юблен, считают, что два вида людей преимущественно враждовали. Так на ориньякской стоянке кроманьонцев в Ле-Руа на юго-западе Франции нашли челюсть неандертальца со следами резания и просверлённые зубы. Фернандо Роцци из Национального центра научных исследований в Париже считает, что ориньякцы неандертальца съели. Однако другой соавтор статьи Франческо д’Эррико из Института предыстории в Бордо допускает, что челюсть неандертальца была просто найдена людьми 28—30 тысяч лет назад, а зубы они использовали для изготовления ожерелья. Другие учёные предполагают более мирный характер взаимоотношений, о котором свидетельствуют заимствования материальной культуры между человеком разумным и неандертальцами, например, на Среднем Дону (Костёнки), где ни те, ни другие не были автохтонами.
Получены антропологические и генетические подтверждения смешения между неандертальцами и современными людьми. В 2009 году профессор Сванте Паабо из Института эволюционной антропологии Макса Планка в Лейпциге сообщил на ежегодном собрании Американской ассоциации содействия развитию науки об успешном прочтении ядерного генома неандертальца. Первоначально каких-либо признаков гибридизации кроманьонцев с неандертальцами не удалось обнаружить. Однако уже к маю 2010 года типичные для неандертальцев аллели генов были найдены в геномах ряда представителей популяций современных людей. Скрещивание было зафиксировано и, вероятно, произошло вскоре после миграции предков современного человека из Африки, то есть на территории Ближнего Востока, поскольку у трёх человек из разных регионов мира, за исключением Африки южнее Сахары, пропорция генов неандертальца примерно одинакова. 1—2,6 % генома современных неафриканцев — это гены неандертальцев, при этом европейцы несут немного меньше неандертальских генов (2,4 %), чем азиаты (2,6 %). В ДНК африканцев йоруба, пигмеев-мбути обнаружено 0,3—0,7 % неандертальских генов, у племени тубу в Чаде ~ 0,5 %, у народа амхара в Эфиопии ~ 1 % неандертальских генов. С помощью метода IBDmix удалось определить, что во всех геномах современных людей из проекта 1000 геномов, включая африканцев, имеются гены неандертальцев (количество ДНК неандертальцев у азиатов — 55 мегабаз (Мб) или 1,8 %, у европейцев — 51 Мб или около 1,7 %, у африканцев — около 17 Мб или 0,3 % от их генома, тогда как предыдущие выводы обнаруживали у африканцев значительно меньше мегабазы — в пределах от 0,026 Мб у народа ишан до 0,5 Мб у народов лухья). Африканцы делят 7,2 % своей неандертальской примеси исключительно с европейцами, что значительно выше, чем 2 %, которые африканцы делят исключительно с жителями Восточной Азии. Это делает Европу более вероятной территорией, из которой у африканцев появились неандертальские гены в результате обратных миграций древних европейцев в Африку. Исследование ДНК восточных (алтайских) неандертальцев и современных жителей Африки выявило, что генетический материал алтайских неандертальцев содержит в себе небольшое число африканских мутаций — примерно 5 % генов, которых нет у европейских неандертальцев. Это говорит о том, что алтайские неандертальцы могли скрещиваться с анатомически современными людьми свыше 100 тысяч лет назад.
В 2002 году в румынской пещере Пештера-ку-Оасе была найдена кость человека анатомически современного вида, жившего около 40 тысяч лет назад и принадлежавшего к первой волне кроманьонцев, появившихся в Европе. Согласно опубликованным в 2015 году результатам ДНК-исследований, от 6 % до 9 % генома могло быть унаследовано им от неандертальцев и 4—6 поколений отделяло его от неандертальского предка.
К антропологическим свидетельствам скрещивания между человеком разумным и неандертальцами относятся останки древних людей, демонстрирующие анатомические признаки двух видов. В Рипаро ди Меззена (север Италии) найдены, предположительно, останки гибрида неандертальца и Homo sapiens, жившего около 30—40 тысяч лет назад. В Староселье (Крым) было обнаружено погребение ребёнка вида Homo sapiens с отдельными неандерталоидными признаками. Кроме того, отмечено изменение строения зубных каналов у кроманьонцев на типичный для неандертальцев тип.
В 2016 году была закончена научная работа по сравнительному анализу геномов 35 меланезийцев вместе с геномами 1937 человек из базы данных проекта «1000 геномов». По результатам был сделан вывод, что неандертальцы могли смешиваться с человеком разумным три раза: сначала с предками всех неафриканцев около 100 000 лет назад, затем — с предками европейцев и азиатов после отделения меланезийцев и последний раз — с предками восточных азиатов около 65 тысяч лет назад. В геномах последних европейских неандертальцев из пещер Виндия, Мезмайской, Гойе и Ле-Коте, живших около 45—39 тысяч лет назад, не найдено примеси генов кроманьонцев.
По иронии судьбы, в связи со значительным ростом населения максимальное распространение неандертальского генома по Земле наблюдается в современности.

## Область проживания
Неандертальцы населяли:
- Европу: Неандерталь в Германии, Ла-Шапель-о-Сен во Франции, Пиренейский полуостров, Карпаты, Центральная Украина[121], Среднерусская возвышенность, Киик-Коба в Крыму, Пелопоннес в Греции[122], Саккопасторе (Италия)[123][неавторитетный источник];
  - Кавказ: Кубань[124], Мезмайская пещера в Краснодарском крае[125];
- Среднюю Азию (Тешик-Таш) и Алтай (пещера Окладникова, Денисова пещера, Чагырская пещера)[126];
- Ближний и Средний Восток: Кармель в Израиле, Шанидар в иракском Курдистане.

В ходе исследований человеческих останков из израильских пещер Схул и Кафзех выяснилось, что эти пещеры несколько раз «переходили из рук в руки»: до 130 тысяч лет назад там жили неандертальцы. Между 130 и 80 тысячами лет — кроманьонцы. Между 65—47 тысячами лет — снова неандертальцы, затем вновь люди современного типа. С территории Израиля неандертальцы могли попасть в Северную Африку, где найдены фрагментарные находки схожей культуры, но ископаемых останков неандертальцев в Африке пока не обнаружено.
По приблизительным оценкам, общая численность населения неандертальцев составляла: в период расцвета мустьерской культуры — 70—100 тысяч человек, в конце их существования (45—40 тысяч лет назад) — 10—4 тысячи человек, на всю огромную территорию их обитания.
Считается, что последним прибежищем неандертальцев был Гибралтар. Неандертальцы там занимали пещеру Горама время от времени на протяжении 100 000 лет. Последние из них, судя по окаменевшим отпечаткам следов (ихнофоссилиям), возможно, жили во время морской изотопной стадии MIS 2 (29—24 тысяч лет назад).

## Культура

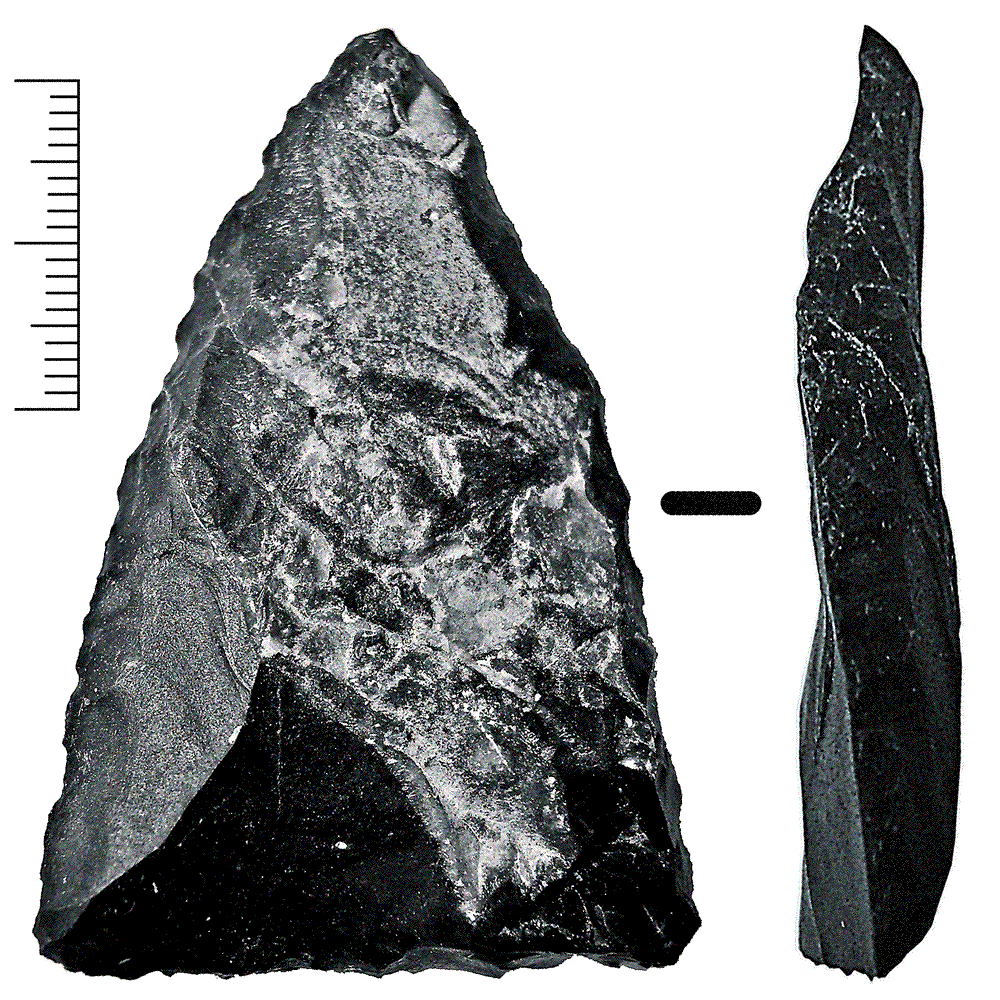
Камень с режущей кромкой (Мустьерская культура)

### Жилища
Паола Вилья относит к неандертальскому периоду чум с костровищем, обнаруженный на территории Ниццы (Терра-Амата), тогда как первооткрыватель памятника Анри де Люмле считает, что чум построил более ранний гейдельбергский человек. Это место было очень удобным, так как имело постоянный источник пищи в виде обширных колоний морских моллюсков (устриц, мидий) на мелководье.
Согласно исследованиям пещер Бальци-Росси в Италии, проведённым Жюльеном Риель-Сальваторе из Колорадского университета и его коллегами, жилище неандертальцев делилось на три «зоны». В первой из них, в верхней части жилища, располагалась «кухня», о чём свидетельствуют найденные в этой зоне останки животных и следы охры, которая применялась для выделки шкур, в качестве клея и как антисептическое средство. Во второй зоне, которая была самой просторной, размещался очаг и здесь было спальное место. В третьей зоне была «мастерская», где изготавливались каменные инструменты, так как здесь было больше всего солнечного света и минимальный риск, что кто-то помешает работе.
Неандертальцы могли строить укрытия из шкур и костей мамонтов, как это было обнаружено на стоянках Молодова (Буковина), отгораживать камнями очаги. Но большинство археологических раскопок показывает, что неандертальцы вели образ жизни кочевых охотников и дольше нескольких недель на одной стоянке не задерживались, поэтому долговременных жилищ не обустраивали. Кости съеденных животных на большинстве стоянок обычно разбросаны как попало, костровища почти ничем не обозначены.

### Быт и образ жизни
Рядом с останками неандертальцев часто удаётся обнаружить кости не только копытных, но и хищников — пещерных гиен, львов и медведей. Это свидетельствует о том, что пещерным людям эпохи мустье приходилось бороться с последними за жилище. Останки таких крупных животных, как первобытный бизон, мускусный бык, шерстистый носорог или мамонт, позволяют сделать вывод о том, что жизнь неандертальцев была тесно связана с интенсивной охотой, возможно, загонной. Предпочитали охотиться на наиболее крупных травоядных (мамонтов, шерстистых носорогов). Найдены свидетельства охоты неандертальцев на небольшую быструю дичь (лепорид), на стоянках, расположенных на берегу моря, они питались в основном морскими моллюсками.
Наличие переломов, в том числе сросшихся неправильно, на сохранившихся останках неандертальцев свидетельствует о том, что последним приходилось убивать дичь в ближнем бою и получать при этом множественные раны и травмы.
Ранее считалось, что у неандертальцев было больше травм, в том числе насильственных, полученных не от животных, а от других неандертальцев, что по мнению учёных, говорило об их большей агрессивности по сравнению с сапиенсами — непосредственными предками современных людей. Однако при проведении скрупулёзного анализа, который осуществили германские антропологи из Тюбингенского университета, было опровергнуто мнение о повышенной внутривидовой агрессивности по сравнению с человеком разумным. Так, травмы черепа встречаются с одинаковой частотой как у неандертальцев верхнего палеолита, так и у кроманьонцев. Разница выявлена только в распределении травм по возрасту. У неандертальцев большая часть травм головы приходится на возраст до 30 лет, при этом получившие эти травмы молодые неандертальцы не доживали до зрелого возраста. У кроманьонцев — после 30 лет, а в молодом возрасте тенденция травм головы наоборот снижается. Это говорит о двух вариантах — либо молодёжь у неандертальцев получала больше травм, чем молодёжь у сапиенсов, либо о том, что полученные травмы у неандертальцев хуже лечились, чем у сапиенсов, и поэтому меньше молодёжи выживало.
Охотились неандертальцы не только на открытых территориях, но и в лесах и горах. Там они преследовали, в основном, копытных средних размеров. Иногда источниками мяса становились больные животные, или провалившиеся в расщелины, ямы или болота. Вопреки распространённому мнению, падалью они не питались, также как и люди современного типа.
Процесс разделки убитого животного разделялся у неандертальцев на несколько этапов. Сначала с помощью каменных орудий разрезалась шкура, нередко употреблявшаяся для изготовления примитивной одежды. Затем с помощью каменных ножей снималось всё мясо. Длинные кости разбивались, и из них извлекался питательный костный мозг, а из черепа — головной. Мясо употреблялось или в сыром виде, или его могли предварительно поджарить (запечь) на костре. По мнению большинства учёных, навыками длительного хранения мяса неандертальцы не владели, хотя, вполне вероятно, до наших дней просто не сохранились его ископаемые остатки. Неандертальцы пользовались примитивной посудой, выдолбленной из камня, для хранения сыпучих материалов (охры), возможно, умели варить растительную пищу (в азиатской части своего ареала).
Преимущественно «мясная» диета палеоантропов делала неизбежными в их обществе затяжные голодовки, способствовавшие каннибализму. Изучение костных останков неандертальцев из пещер в Крапине (Хорватия), гроте Ортю (Франция), Гойе (Намюр, Бельгия), Эль-Сидрон, (Испания) и др. свидетельствует о периодическом употреблении ими в пищу мяса своих сородичей, чему могли способствовать тяжёлые условия существования в ледниковый период. Из 300 найденных скелетов палеоантропов хорошо сохранились только 12. Остальные имеют следы отделения мяса от костей и их дробления для извлечения костного мозга, причём в костях содержатся крошечные осколки кремнёвых орудий.

### Обычаи
По итогам анализа останков двенадцати погибших под обвалом неандертальцев из пещеры Эль-Сидрон на севере Пиренейского полуострова (современная Испания) выяснилось, что у троих мужчин, одной женщины, двоих подростков и ребёнка 8—9 лет был общий митохондриальный гаплотип, условно обозначенный исследователями как «А» (что говорит об общем происхождении по женской линии). Две остальные найденные взрослые женщины имели митохондриальные гаплотипы, условно обозначенные как «В» и «С», отличные от основного в группе. Также общий с одной из этих женщин гаплотип «С» был у подростка и детей возраста 2—3 и 5—6 лет. Этот анализ свидетельствует о патрилокальности неандертальцев, то есть о том, что юноши, достигшие половой зрелости, оставались в группе, а девушки — переходили в семью мужа, а также о близкородственных браках внутри группы. Минимальный интервал между родами у неандертальских женщин (судя по возрасту детей с гаплотипом «С») сопоставим с таковым в племенах современных охотников-собирателей, у которых он в среднем составлял 3,4 года. Впрочем, вывод о таких редких родах может быть неточным, так как базируется лишь на 1 находке и не учитывает того, что происходило с этой группой неандертальцев до обвала. Предполагается, что 50 % родившихся детей неандертальцев не доживали до половой зрелости, у них была очень высокая детская смертность. Статистика по всем раскопанным стоянкам показывает, что 38 % неандертальцев умерли в возрасте до 11 лет, хотя, возможно, показатель детской смертности был ещё выше, из-за плохой сохранности ископаемых костей младенческих скелетов.
Каннибализм
По имеющимся данным, каннибализм не был для неандертальцев редким явлением. Так, следы на костях, найденных в пещере в Эль-Сидроне показывают, что погибшие были убиты и съедены другими неандертальцами. Также было найдено немало человеческих останков со следами примитивной мясницкой обработки, и точно такие же следы обнаруживались на костях, таких как на убитых животных. Одна из версий состоит в том, что группы или стаи неандертальцев могли враждовать между собой, убивали и поедали друг друга.

### Искусство
Неандертальцам приписывается самый ранний известный музыкальный инструмент — костяная флейта с 4 отверстиями. Однако проведённый анализ краёв отверстий показал, что отверстия могут быть и следами зубов гиены, поэтому «флейта» могла иметь и естественное происхождение.
По мнению норвежских учёных Аре Бреана и Гейра Скейе, у неандертальцев не было ни вербального, ни жестового языка; для коммуникации они использовали сигналы музыкальной природы: тембр, ритм, примитивные «мелодии» и т. п..
Неандертальцы умели использовать самодельные инструменты и оружие, но, по-видимому, у них не было никакого метательного оружия — добычу убивали ударом коротких копий, о чём свидетельствуют следы развитых мышц на костях правой руки.
На берегу Луары в местечке Ля Рош-Котар (фр. La Roche-Cotard) был найден камень в приблизительно 10 см высотой, имеющий некоторое сходство с человеческим лицом. Камень датирован в 35 тысяч лет назад. Это считалось свидетельством, что у неандертальцев было представление об искусстве, но позже установили, что неандертальцы вымерли 40 тысяч лет назад, то есть эта находка относилась к людям современного типа. Аналогичных «личин» на других стоянках пока не обнаружено, что не позволяет сделать однозначный вывод о существовании подобного рода искусства.
С неандертальцами связаны параллельные царапинки на костях (Арси-сюр-Кюр, Бачокиро, Молодова), ямки на каменной плите (Ля Феррасси). Образцами настоящих рисунков являются изображение леопарда, процарапанное на кости зубра со стоянки Пронятин (Подолье, Украина) с датировкой около 30—40 тысяч лет назад, и не очень чёткая фигура оленя или лося на лопатке мамонта со стоянки Молодова I (Буковина, Украина). Обнаруживаются также гипотетически принадлежащие неандертальцам продырявленные и раскрашенные ракушки, служившие, по-видимому, украшениями. Кость мамонта с нанесённым на неё простейшим рисунком с поселения аккайской мустьерской культуры Заскальная V в Белогорском районе Крыма датируется возрастом в 80 тысяч лет. В трёх испанских пещерах были найдены наскальные рисунки, сделанные неандертальцами: красный геометрический символ в Ла Пасиега возрастом в 64,8 тысяч лет, красный пигмент на сталактитах в пещере Ардалес возрастом 65,5 тысяч лет и негативный отпечаток руки из Мальтраваиса возрастом 66,7 тысяч лет.
В ходе раскопок стоянки неандертальцев возле Вероны учёные из университета Феррары обнаружили останки 22 видов птиц, у которых были срезаны перья. Идентифицированы бородач-ягнятник, кобчик, чёрный гриф, беркут, лесной голубь и альпийская галка. Окрас этих птиц варьируется от чёрного и серого до голубого и оранжевого, а перья достаточно длинные. Предполагается, что неандертальцы украшали себя перьями, варьируя цветовой орнамент.
В июле 2023 года на берегах Десны, при археологических раскопках на среднепалеолитической стоянке Хотылёво I (Брянская область), сотрудниками Института археологии РАН найден орнамент возрастом около 80 000 лет на кости животного, выгравированный, вероятно, неандертальцами.

### Техника
Неандертальцы являлись создателями каменных орудий мустьерского и микокского типа.

Культура неандертальцев (т. н. «мустьерская», или, что то же самое, среднепалеолитическая культура) — это прежде всего обоюдоострые рубила, заточенные более качественно, чем аналогичные орудия H. erectus, а также разнообразные отщепы, использовавшиеся для разделки туш. У неандертальцев имелись также деревянные копья с каменными наконечниками для ближнего боя. В более позднее время, уже во время контактов с сапиенсами (см. ниже), у неандертальцев появляются зачатки искусства (ожерелье из медвежьих когтей, нечто вроде «флейт» — кости с просверлёнными дырочками, которые, впрочем, могли служить для разведения огня, а не для музыкальных упражнений.

Помимо копий с каменными наконечниками, в качестве орудий охоты и, возможно, оружия защиты и нападения, использовались копья из обожжённых на огне и заточенных о камни деревянных палок, а также простые каменные топоры и деревянные дубины. Согласно традиционным представлениям, оружием дальнего действия вроде пращей, луков и пр. неандертальцы не владели , но, несомненно, способны были метать камни и копья в свою добычу. Не использовали неандертальцы, по-видимому, и такое простое устройство, как копьеметалка. Эпизодически применялись ими и орудия из костей и рогов, по-видимому, необработанных. То есть неандертальцы могли поражать животных и других людей с помощью метательных копий, как и кроманьонцы.
Большинство предметов обихода неандертальцев, которые попадаются учёным, — это каменные и костяные орудия. Однако наблюдения за существующими в наше время культурами охотников показывают, что их представители широко используют и другие материалы — и, возможно, их активно применяли и неандертальцы, просто они не сохранились до наших дней.
Неандертальцы, согласно одной находке свитого пучка волокон, предположительно, умели делать шнуры и плести верёвки из внутренней части коры хвойных деревьев, возможно, используя их для связывания шкур, привязывания наконечников к копьям. Недавно, при раскопках на греческих островах Крит и Наксос, не имевших сухопутной связи с материком уже во времена неандертальцев, обнаружены примитивные каменные инструменты, похожие на ашельские, на о. Наксос — мустьерского типа. Точно датировать их пока не удалось, костей неандертальцев там не найдено, но подобные орудия изготавливались неандертальцами и кроманьонцами от 130 до 50 тысяч лет назад. Это даёт повод исследователям предположить, что неандертальцы могли строить примитивные плоты и пересекать проливы между островами и материком в десятки километров. Неандертальцев принято считать менее интеллектуально развитыми и технологически продвинутыми, чем современные люди, но число находок, говорящих об обратном, продолжает расти.
Во время второй волны заселения неандертальцами Сибири микок был принесён из Европы на Алтай — микокские орудия нашли в Чагырской пещере. Небольшое количество микоковидных орудий найдено в пещере Окладникова.
В ходе изучения артефактов, обнаруженных российскими археологами на территории Мезмайской пещеры, выявили пять ранее неизвестных типов орудий труда, которыми пользовались неандертальцы на Кавказе. Исследования показали, что различные формы остроконечных орудий труда не были случайными, так как эти инструменты древних людей можно было разделить на пять групп. В одну из них входили короткие симметричные орудия, в другой были инструменты, чья длина превышала ширину в два раза. В третьей группе заостренным был только одна часть, а вторая была тупая, что говорит о том, что использовались они совершенно по-разному.
Исследования испанских ученых из Университета Мурсии в пещере Вангард на Гибралтаре показали, что неандертальцы умели создавать сложные инженерные конструкции и обрабатывать материалы при помощи огня. В построенной около 65 000 лет назад печи с низкотемпературным режимом неандертальцы перегоняли смолу из растений семейства ладанниковых, которую использовали как клей для крепления каменных орудий к деревянным ручкам.

### Возможные религиозные представления
Вопрос о наличии у неандертальцев — в особенности их европейской ветви — целенаправленных захоронений и первичных религиозных представлений является в настоящее время дискуссионным. Известно более двадцати случаев захоронения тел неандертальцев: в пещере Спи (Бельгия), в Ла-Ферраси (Франция), на горе Кармель в пещерах Табун и Схул (Израиль), в Крыму в пещере Киик-Коба, в гроте Тешик-Таш (Узбекистан), в пещере Шанидар (Ирак). В гроте Ла-Шапель-о-Сен во Франции было обнаружено неглубокое захоронение со скелетом в позе эмбриона. Следы показывают, что яма для захоронения была вырыта неандертальцами намеренно, возможно, для защиты останков от хищников, что, гипотетически, может свидетельствовать о наличии погребальных ритуалов. В захоронениях найдены тела взрослых и детей. В пещере Киик-Коба (Крым) обнаружена могила с останками женщины и ребёнка.
Многие аргументы в пользу гипотез о погребении неандертальцами умерших сородичей с обрядами были поставлены под сомнение позднейшими исследованиями. Так, многие неандертальские «захоронения» (обычно расположенные прямо в культурном слое стоянок) были скорее всего непреднамеренными или возникли в результате кулинарных, а не религиозных практик. Находки, однозначно определяемые как положенный в могилу погребальный инвентарь, применительно к неандертальцам отсутствуют.
Широко известна находка останков 40-летнего неандертальского мужчины в Ираке (пещера Шанидар), сделанная в 1960 году экспедицией Ральфа Солецки (Колумбийский университет). Обнаружение большого количества цветочной пыльцы в останках интерпретировалось как результат преднамеренного захоронения тела с цветами. Однако гипотеза о том, что скелет Шанидар IV представляет собой именно ритуальное погребение, является малообоснованной.
Выдвигались гипотезы о существовании у неандертальцев культовых практик. Сообщалось об обнаружении в пещере Драхенлох геометрически выстроенных медвежьих черепов, что интерпретировалось как свидетельство обрядов охотничьей магии. В настоящее время «культ медвежьих черепов» в пещере Драхенлох оспаривается специалистами. Есть сведения о культе черепов зубра на стоянке Ильской.

### Медицина
Во всех человеческих цивилизациях есть аналог профессии костоправа — человека, который профессионально занимается восстановлением сломанных конечностей людей и животных, а также восстанавливает суставы при вывихах. Так, при анализе 36 скелетов неандертальцев, имеющих переломы, только у 11 результаты лечения перелома признаны неудовлетворительными, отчего можно делать выводы о наличии навыков первобытных людей лечить переломы.
Находка в пещере Шанидар (Ирак), датируемая 50 тысячами лет, показала, что неандертальцы заботились о раненых соплеменниках. При обвале в гроте погибли двое калек, которые, очевидно, находились там одни, пока остальные члены группы охотились или занимались другими делами. У одного из них были свежие раны на рёбрах, у другого заживающий перелом черепа. При раскопках во Франции (пещера Ла-Шапель-о-Сен) обнаружен скелет неандертальца, умершего в преклонном возрасте (50 лет), при жизни потерявшего все зубы и имевшего давно зажившие травмы, не позволявшие ему передвигаться и добывать пищу без помощи соплеменников. Это также свидетельствует о заботе неандертальцев о своих престарелых и немощных соплеменниках.

## Исчезновение
Причины вымирания неандертальцев и иных палеоантропов в настоящее время не прояснены до конца. Достоверно известно, однако, что в поздний период своего существования в Европе (около 40—39 тысяч лет назад) они выживали на пределе своих физических возможностей. Так, у неандертальских детей, ещё не достигших полового созревания, наблюдается преждевременное старение скелетной системы и истирание зубов, вызванное постоянными тяжёлыми физическими нагрузками и поеданием жёсткой пищи и не являющееся типичным для таксона в целом (неандертальские дети из Средней Азии демонстрировали темпы развития скелета и зубной системы, аналогичные современному человеку). Наиболее вероятно, что на исчезновение повлияло несколько факторов одновременно.
Можно назвать несколько вероятных причин исчезновения неандертальцев:
- Гибель из-за климатических изменений во время последнего оледенения[173] или в результате мегаизвержения Флегрейских полей на Апеннинах, произошедшего около 40 тысяч лет назад по геологическим меркам почти синхронно с извержениями супервулканов Казбек на Кавказе и Святая Анна в Южных Карпатах[106][174]. В этом случае люди анатомически современного типа вторично заселяли уже необитаемые территории[175]. Вулканическая зима могла заставить неандертальцев покинуть северные районы своего распространения и мигрировать на юг и юго-восток, вступив в конкуренцию с уже обитающими там кроманьонцами[9].
- Многократное ослабление магнитного поля Земли около 42 тысяч лет назад — «переходное геомагнитное событие Адамса», которое предшествовало палеомагнитному экскурсу Лашамп-Каргаполово, когда магнитные полюса Земли поменялись местами. Ослабление магнитного поля до уровня, который согласно исследованиям не превышал 6 % от обычного, привело к тому, что жёсткое ультрафиолетовое излучение почти беспрепятственно достигало земной поверхности из-за разрушения озонового слоя атмосферы. Предполагается, что событие Адамса привело к вымиранию неандертальцев, вымиранию многих видов животных и растений, а также привело к расцвету мифологии и пещерной живописи: с одной стороны, северные и южные сияния были видны по всей Земле, что могло привести к появлению мифов; с другой стороны, из-за высокого уровня ультрафиолетового излучения распространился пещерный образ жизни[176][177][178][179].
- Распространение болезней, в том числе занесённых из Африки современным видом людей, распространявшихся среди неандертальцев-каннибалов (трансмиссивные губчатые энцефалопатии)[180][181][182][183][184][185][неавторитетный источник]. Согласно гипотезе Саймона Андердауна из Университета Брукс в Оксфорде, прионная инвазия необратимо ослабила популяцию неандертальцев, повлияв на сокращение её численности. Распространялось заболевание, видимо, так же, как это было в случае с распространением болезни ку́ру у народа форе в Новой Гвинее — посредством каннибализма[182][186][187].
- Вытеснение людьми современного типа. Кроманьонцы пришли в Европу около 40—50 тысяч лет назад, а 39,26—41,03 тысяч лет назад неандертальцы в Европе полностью вымерли[5][прим. 1]. На территории нынешней Германии[188] и на Пиренейском полуострове неандертальцы вымерли не позже 43 тысячи лет назад[189], на территории Бельгии — 44 200 — 40 600 лет до н. э. (с вероятностью 95,4 %)[190]. Эти несколько тысяч лет сосуществования двух видов могли быть периодом острой конкуренции за еду и другие ресурсы, победу в которой одержали кроманьонцы, превосходящие неандертальцев в культурном отношении, социальном взаимодействии и быстрее размножавшиеся. Обострившаяся конкуренция за ресурсы потребовала усложнения способов жизнеобеспечения и ужесточения борьбы за существование, в которой кроманьонцы превзошли неандертальцев, возможно, из-за большей численности своих групп. В силу анатомических особенностей (короче конечности, больше объём мозга и тела), неандертальцам требовалось на 6-10 % больше калорий на массу тела, чем кроманьонцам, для поддержания существования, что могло сыграть решающую роль в условиях резкого сокращения ресурсов[9]. Последние группы неандертальцев были вытеснены в горные районы Пиренейского полуострова и Карпат, где обнаружены наиболее поздние свидетельства их обитания[191][192][193].
- Физическое истребление людьми современного типа. Версия выдвинута рядом учёных-антропологов, в частности Ричардом Клейном (Richard Klein) из Стэнфордского университета, допускающим принципиальную возможность своеобразного «неандертальского холокоста»[134]. Данная версия пока не подтверждена археологами. Раскопки в пещерах Эль-Сидрон, Виндия показывают, что неандертальцы в последний период своего существования в Европе (40—45 тысяч лет назад) активно практиковали каннибализм, истребляли друг друга и имели весьма низкое генетическое разнообразие по сравнению с современным человеком[9][139][194][195][196][197].
- Антропологи из Университета штата Нью-Йорк реконструировали евстахиевы трубы неандертальцев и пришли к выводу, что они могли исчезнуть из-за хронических ушных инфекций[198].
- Ассимиляция людьми современного типа[1][172][199]. Существует ряд доказательств межвидовой гибридизации неандертальцев и кроманьонцев, потомство которых имело смешанные черты[200][201][202][203][204], останки гибридов встречаются чаще всего в поздний период существования неандертальцев[1]. При сравнении генома современного человека и неандертальца оказалось, что от 1 до 2,6 % генов современных людей (в исследовании принимали участие французы, китайцы и папуасы Новой Гвинеи) имеют неандертальское происхождение. В то же время в геноме населения Африки южнее Сахары сначала таких генов не было обнаружено[75], но позже около 0,3 % генома неандертальцев нашли и у них. Исследования показали, что этот вклад у африканцев появился не ранее 20 000 лет назад, вероятно, при обратных миграциях населения из Евразии в Африку[115]. В соответствии с современными представлениями о расселении человека из Африки, население всех континентов, кроме африканского, происходит от небольшой группы людей, некогда переселившихся через Красное море на Аравийский полуостров. Их контакты с неандертальцами должны были происходить на берегах Персидского залива. При этом обратного дрейфа генов от кроманьонцев к неандертальцам у последних неандертальцев не было найдено[119]. Изначально немногочисленные неандертальцы просто растворились (ассимилировались) среди намного большего числа людей современного типа, заселивших Евразию и быстро размножившихся[172]. Смешение кроманьонцев с неандертальцами могло дать повышенную стойкость современных людей к действию вируса гриппа, лихорадки Денге, гепатита С, других флавивирусов, а также ВИЧ, что позволяет предполагать, что ВИЧ появился не в XX веке. Эти участки ДНК неандертальцев гипотетически помогли нашим предкам быстро приспособиться к жизни на новых территориях и избежать массовых эпидемий[205].

Следует заметить, что различные причины вымирания могли дополнять одна другую, то есть наличие одной причины не означает, что другие причины отсутствовали или были незначимы.
Численность неандертальцев в конце их существования не превышала 4000 человек по всему миру одновременно. Для изучения семейного поведения учёные использовали современные небольшие изолированные группы охотников-собирателей. Результаты показали, что для вырождения таких малых популяций достаточно внутренних демографических факторов, таких как инбридинг (близкородственное скрещивание), эффект Алли (снижение выживаемости индивидов при сокращении численности популяции) и влияние ежегодных случайных колебаний рождаемости, смертности и соотношения полов. Математическое моделирование показало, что у неандертальцев, ставших очень малочисленными, просто не было никаких шансов выжить и без какой-то конкуренции с кроманьонцами.
В прошлом были известны сообщения про спорные находки останков неандертальцев, относящиеся к историческому времени. Так, польский археолог Казимеж Столыгво опубликовал в 1902 и 1904 годах сведения об обнаружении им останков неандертальца в скифском кургане на территории Киевской губернии. В настоящее время генетика позволяет легко отличать «нестандартные» по своему строению черепа сапиенсов от настоящих неандертальских («неандерталоидные» черты присутствуют также у австралийских аборигенов, тасманийцев, огнеземельцев — это результат не только наличия неандертальских генов у людей, но, в большей степени, эволюционного параллелизма в разных группах, связанного с тяжёлыми условиями жизни).

## Неандерталец в религии и фольклоре
- В контексте Библии некоторые богословы и креационисты (в частности, археолог П. В. Волков[208] и протоиерей Стефан Ляшевский) считают неандертальцев потомками Каина, а кроманьонцев — потомками Сифа. Эта богословская гипотеза объясняет внешние различия между древними людьми как проклятье Божье каинитов (Быт. 4:11), утративших красоту первозданного Адама, а также как действие «знамения», которое Господь «сделал» Каину, чтобы никто его не убил (Быт. 4:15). Загадочное исчезновение неандертальцев объясняется следствием библейского потопа (по П. В. Волкову — локального наводнения в Древней Месопотамии, которое стало первым звеном в цепи глобальной планетарной катастрофы, потопившей первое человечество)[209].
- Некоторые современные фольклористы усматривают некоторое сходство в описаниях неандертальцев и леших[210]. Столь же популярны взгляды на «снежного человека» как о потомке тех или иных гоминид, обладавших большим ростом или коренастым телосложением. Среди кандидатов — неандерталец, обладавший коренастым телосложением и дольше всего задержавшийся в горных районах Европы (см. также: неандертальский парадокс).
- В фольклоре сибирских народов присутствует мифолого-эпический образ героя-первопредка, схожего с человеком ранней ступени развития. Например, в архаическом эпосе эвенков Забайкалья и Приамурья известен образ далекого предка эвенков по имени Чинанай. По мнению специалистов по эвенкийскому фольклору и истории образ Чинаная сближается с неандертальцем: его имя происходит от эвенкийского чиӈаривки, чиӈаридявки — «передвигаться неуклюже»; внешность кардинально отличается от обычного человека — Чинанай имеет большие выпуклые глаза, заостренные уши, огромный рот; он обладает огромной физической силой и предстает простаком и глупцом. Цикл сказаний о Чинанае и братьях строится на приключениях простака Чинаная, вместе с тем герой предстает демиургом — создает первые орудия труда и учреждает культурные традиции[211].

## Неандерталец в современной культуре

### Художественная литература
- «Это было в каменном веке» — Герберт Уэллс
- «Борьба за огонь» — Жозеф Рони-старший
- «Узел времён» — Грэм Хэнкок
- «Быстроногий Джар» — Семён Каратов
- «Уродливый мальчуган»/The Ugly Little Boy — Айзек Азимов
- «Честное скаутское» — Терри Биссон
- «Наследники» — Уильям Голдинг
- «Заповедник гоблинов» — Клиффорд Саймак
- «Человек на задворках» — Филип Фармер
- «Дети земли. Клан пещерного медведя» — Джин Ауэл
- «Неандертальский параллакс» — Роберт Сойер
- «Шестой Дозор» — Сергей Лукьяненко
- «Дело о пропавшей учительнице, или параллельные человечества палеолита» — Маша Рупасова, Станислав Дробышевский
- «Неандертальский мальчик» — Мальмузи Лучано
- «До Адама» (1906—1907) — Джек Лондон.

### Кинематограф
- «Борьба за огонь» / La guerre du feu — реж. Жан-Жак Анно (Франция, Канада, 1981)
- «Племя пещерного медведя» / The Clan of the Cave Bear — реж. Майкл Чэпмен (США, 1985)
- «Последний неандерталец» / Ao, le dernier Neandertal — реж. Жак Малатье (Франция, 2010)
- «Предки» / ForeBears — реж. Мари Каше (Франция, 2013)
- «Уильям» / William — реж. Тим Дисней (США, 2019)

### Музыка
- Песня «Мой предок» (С. Васильченко — А. Чиков) с альбома 1986 года «Ночной дождь» группы «Диалог»

## Комментарии
1. ↑  До начала 2010-х годов учёные считали, что последние неандертальцы жили 25—35 тысяч лет назад, а во время Вюрмского оледенения Пиренейский полуостров был убежищем, где неандертальцы жили на протяжении ещё нескольких тысячелетий после того, как вымерли в остальной Европе. (Christopher Stringer. Rethinking «Out Of Africa» Архивная копия от 23 февраля 2016 на Wayback Machine)

## Документальные фильмы
- «Исчезнувшие люди. Конец существования вида» — документальный фильм телерадиокомпании «EBS», Южная Корея, 2017, режиссёр Хван Ён Сон
- «Загадка исчезновения неандертальцев» («Apocalypse Neanderthal») — двухсерийный документальный фильм телекомпании Viasat History[англ.], Германия, 2015, режиссёр Джейсон Леванджи